# Tammemäe
Tammemäe est un village de la commune de Saku du comté de Harju en Estonie.
Au 31 décembre 2011, il compte 35 habitants.